# サッカーのポジション
サッカーのポジションでは、サッカーにおけるポジションの概要と歴史について解説する。

## 概要
サッカーのポジションは、後ろからゴールキーパー (GK) 、ディフェンダー (DF) （CB：センターバック・SB：サイドバック・SW：スウィーパー)、ミッドフィールダー (MF) （DMF：ディフェンシブミッドフィルダー・WB：ウイングバック・CMF：セントラルミッドフィルダー・SMF：サイドミッドフィルダー・OMF：オフェンシブミッドフィルダー）、フォワード (FW) （WG：ウイング・ST：セカンドトップ・CF：センターフォワード）、の4種類に分けられる。なおこれらの名称については現在日本で用いられているもので、中でもオフェンシブミッドフィルダーとセカンドトップは和製英語であり、本来の英語圏ではそれぞれアタッキングミッドフィルダー (Attacking Midfielder, AMF) 、セカンドストライカー (Second Striker, SS) などと呼ぶのが一般的である。また、歴史的には別の名称で呼ばれていたこともある。GKを除く3つのポジションについては、さらに細分化することができる。また、ゴールキーパーを除くプレイヤーをフィールドプレーヤーと呼ぶ。各ポジションはさらに細かい位置や役割によって細分化されるが、細分化については国ごとにポジションに対する認識や分け方が異なる。
一般的にシステム論議で用いられる、3-5-2や4-4-2といった全体のフォーメーションについては、これらのポジションを後ろから、DF-MF-FWの順にその人数を数えたものである。すなわち3-5-2といった場合はDFが3人、MFが5人、FWが2人、4-4-2の場合は、DFが4人、MFが4人、FWが2人という具合である。また、4-2-3-1のようにDF-後方のMF-前方のMF-FWと、MFを2つに分けて表すこともある。GKを数えないのは、ルールによって必ず1人だけと決まっているからである。ただし、スペインでは1-4-4-2などのようにGKの1を含めて表記する、3バックは5バックとして考えられ、1-5-3-2のように表記される、などの特徴がある。また、日本ではポジションを図示したときは、図の上がフィールドの前になり、上からFW・MF・DF・GKの順に表示するので、3-5-2などの表記がわかりにくいが、ヨーロッパでは上からGK・DF・MF・FWの順に表示することも多く、こちらに慣れていれば3-5-2などの表記もわかりやすい。
サッカー用語には「定義がはっきりしている用語」が非常に少ないということに注意する必要がある。。同じ用語を使っていてもその使う人間によって全く異なる意味で使われている場合があり、そこを踏まえておかないと大きな誤りを犯す可能性がある。

## 歴史
フットボール・アソシエーションが1863年に誕生し、最初のサッカーのルール"Law of the Game"が規定された時のルールは現在と比較して以下の点において大きな違いがあった。
1. プレーヤーの人数に関する規定が設けられていない。
2. ゴールキーパーに関する規定が設けられていない。
3. ボールより前のポジションはアウト・オブ・プレーとされ、プレーに関与できない。

という点である。このため、ポジションについては以下の特徴が生まれる事になった。ポジションのほとんどがフォワードのみであったという事である。この当時のゲームの基本的な戦術は、ドリブル中心のゲーム展開で、時々、前に大きく蹴り込んで、そこに走りこむ「キック・アンド・ラッシュ」が展開されていた。現在のラグビーの基本戦術とさほど変わりが無いと理解して、大きな相違は無い。
このスタイルは1866年にアウト・オブ・プレーに関する規定が大幅に見直されて3人制オフサイドに移行すると、従来のポジションよりやや後ろに位置する選手が現れ始めた。ただし、この従来のポジションよりやや後ろに位置するポジションの概念として明確にバック、バックスという概念があったかどうかは疑問である。イングランドでは1870年代の初頭まで、ドリブル中心のゲームにキック・アンド・ラッシュが時折混ざるという展開のされ方がされており、フィールド全体に選手が散らばるという発想は未だ一般的ではなかった。
ただし、この期間にフォワードのみのポジションの概念に新たに加わったポジションが誕生した。1871年にルール上に規定されたゴールキーパーである。
さらに、ゴールキーパーとフォワードのみという概念に大きな変化がもたらされるのが、1872年に行われた、最初の国際親善試合、イングランド対スコットランドである。この試合でイングランドは、従来通りのドリブルゲームと、キック・アンド・ラッシュを展開したが、スコットランドはパスを繋いでゴールの前に迫るという戦術を展開した。これが「パス・ゲーム」の始まりである。パス・ゲームの登場はフィールド全体に選手を散らばらせるという概念を生み出した。こうした概念の中で生み出されたのが、ゴールの前で守備を行うバック、バックスというポジションと、バックとフォワードの間を埋めるハーフバックのポジションで1870年代中ごろまでには、この4つのポジションを配置する事が一般的になった。
これによって現在に連なる、ゴールキーパー、バック（＝ディフェンダー）、ハーフバック（＝ミッドフィールダー）、フォワードの基本的な4分類が出揃った事になる。